# BLESS (Metisのアルバム)
『BLESS』（ブレス）は、Metisの2枚目のミニアルバム。

## 収録曲
1. nature dance 
  - 作曲：小松一也
2. OVER THE RAINBOW  
  - 作詞・作曲：Metis
3. Road to the Top 
  - 作詞・作曲：Metis
4. Get up 
  - 作詞・作曲：Metis
5. 信じる力  
  - 作詞・作曲：Metis
6. カリプソ   
  - 作詞・作曲：Metis
7. どんなときも  
  - 作詞・作曲：Metis
8. Joy  
  - 作詞・作曲：Metis